# Danh sách tiểu hành tinh: 13601–13700
| Tên                  | Tên đầu tiên | Ngày phát hiện       | Nơi phát hiện           | Người phát hiện                                  |
| -------------------- | ------------ | -------------------- | ----------------------- | ------------------------------------------------ |
| 13601 -              | 1994 PU29    | 12 tháng 8 năm 1994  | La Silla                | E. W. Elst                                       |
| 13602 -              | 1994 PB36    | 10 tháng 8 năm 1994  | La Silla                | E. W. Elst                                       |
| 13603 -              | 1994 PV37    | 10 tháng 8 năm 1994  | La Silla                | E. W. Elst                                       |
| 13604 -              | 1994 PA39    | 10 tháng 8 năm 1994  | La Silla                | E. W. Elst                                       |
| 13605 Nakamuraminoru | 1994 RV      | 1 tháng 9 năm 1994   | Kitami                  | K. Endate, K. Watanabe                           |
| 13606 Bean           | 1994 RN5     | 11 tháng 9 năm 1994  | Kitt Peak               | Spacewatch                                       |
| 13607 Vicars         | 1994 SH11    | 29 tháng 9 năm 1994  | Kitt Peak               | Spacewatch                                       |
| 13608 Andosatoru     | 1994 TQ1     | 2 tháng 10 năm 1994  | Kitami                  | K. Endate, K. Watanabe                           |
| 13609 Lewicki        | 1994 TK11    | 10 tháng 10 năm 1994 | Kitt Peak               | Spacewatch                                       |
| 13610 Lilienthal     | 1994 TS16    | 5 tháng 10 năm 1994  | Đài quan sát Tautenburg | F. Börngen                                       |
| 13611 -              | 1994 UM1     | 25 tháng 10 năm 1994 | Kushiro                 | S. Ueda, H. Kaneda                               |
| 13612 -              | 1994 UQ1     | 25 tháng 10 năm 1994 | Kushiro                 | S. Ueda, H. Kaneda                               |
| 13613 -              | 1994 UA3     | 16 tháng 10 năm 1994 | Kushiro                 | S. Ueda, H. Kaneda                               |
| 13614 -              | 1994 VF2     | 8 tháng 11 năm 1994  | Kiyosato                | S. Otomo                                         |
| 13615 Manulis        | 1994 WP13    | 28 tháng 11 năm 1994 | Palomar                 | C. S. Shoemaker, D. H. Levy                      |
| 13616 -              | 1994 XQ4     | 7 tháng 12 năm 1994  | Oizumi                  | T. Kobayashi                                     |
| 13617 -              | 1994 YA2     | 29 tháng 12 năm 1994 | Trạm Catalina           | T. B. Spahr                                      |
| 13618 -              | 1995 BF2     | 30 tháng 1 năm 1995  | Oizumi                  | T. Kobayashi                                     |
| 13619 -              | 1995 DN1     | 22 tháng 2 năm 1995  | Oizumi                  | T. Kobayashi                                     |
| 13620 Moynahan       | 1995 FM3     | 23 tháng 3 năm 1995  | Kitt Peak               | Spacewatch                                       |
| 13621 -              | 1995 GC7     | 1 tháng 4 năm 1995   | Nachi-Katsuura          | Y. Shimizu, T. Urata                             |
| 13622 McArthur       | 1995 HY2     | 26 tháng 4 năm 1995  | Kitt Peak               | Spacewatch                                       |
| 13623 -              | 1995 TD      | 3 tháng 10 năm 1995  | Sudbury                 | D. di Cicco                                      |
| 13624 Abeosamu       | 1995 UO3     | 17 tháng 10 năm 1995 | Nanyo                   | T. Okuni                                         |
| 13625 -              | 1995 UP3     | 20 tháng 10 năm 1995 | Oizumi                  | T. Kobayashi                                     |
| 13626 -              | 1995 UD4     | 20 tháng 10 năm 1995 | Oizumi                  | T. Kobayashi                                     |
| 13627 Yukitamayo     | 1995 VP1     | 15 tháng 11 năm 1995 | Kitami                  | K. Endate, K. Watanabe                           |
| 13628 -              | 1995 WE      | 16 tháng 11 năm 1995 | Oizumi                  | T. Kobayashi                                     |
| 13629 -              | 1995 WD2     | 18 tháng 11 năm 1995 | Oizumi                  | T. Kobayashi                                     |
| 13630 -              | 1995 WO3     | 21 tháng 11 năm 1995 | Farra d'Isonzo          | Farra d'Isonzo                                   |
| 13631 -              | 1995 WL5     | 24 tháng 11 năm 1995 | Oizumi                  | T. Kobayashi                                     |
| 13632 -              | 1995 WP8     | 18 tháng 11 năm 1995 | Kushiro                 | S. Ueda, H. Kaneda                               |
| 13633 Ivens          | 1995 WW17    | 17 tháng 11 năm 1995 | Kitt Peak               | Spacewatch                                       |
| 13634 -              | 1995 WY41    | 16 tháng 11 năm 1995 | Kushiro                 | S. Ueda, H. Kaneda                               |
| 13635 -              | 1995 WA42    | 22 tháng 11 năm 1995 | Harvard                 | Oak Ridge Observatory                            |
| 13636 -              | 1995 YS2     | 22 tháng 12 năm 1995 | Oohira                  | T. Urata                                         |
| 13637 -              | 1995 YO3     | 27 tháng 12 năm 1995 | Oizumi                  | T. Kobayashi                                     |
| 13638 Fiorenza       | 1996 CJ7     | 14 tháng 2 năm 1996  | Cima Ekar               | M. Tombelli, U. Munari                           |
| 13639 -              | 1996 EG2     | 10 tháng 3 năm 1996  | Kushiro                 | S. Ueda, H. Kaneda                               |
| 13640 Ohtateruaki    | 1996 GV1     | 12 tháng 4 năm 1996  | Kitami                  | K. Endate, K. Watanabe                           |
| 13641 de Lesseps     | 1996 GM20    | 15 tháng 4 năm 1996  | La Silla                | E. W. Elst                                       |
| 13642 Ricci          | 1996 HX      | 19 tháng 4 năm 1996  | Prescott                | P. G. Comba                                      |
| 13643 Takushi        | 1996 HC1     | 21 tháng 4 năm 1996  | Yatsuka                 | H. Abe                                           |
| 13644 -              | 1996 HR10    | 17 tháng 4 năm 1996  | La Silla                | E. W. Elst                                       |
| 13645 -              | 1996 HF11    | 17 tháng 4 năm 1996  | La Silla                | E. W. Elst                                       |
| 13646 -              | 1996 HC12    | 17 tháng 4 năm 1996  | La Silla                | E. W. Elst                                       |
| 13647 Rey            | 1996 HR24    | 20 tháng 4 năm 1996  | La Silla                | E. W. Elst                                       |
| 13648 -              | 1996 JJ1     | 15 tháng 5 năm 1996  | Haleakala               | NEAT                                             |
| 13649 -              | 1996 PM4     | 12 tháng 8 năm 1996  | Haleakala               | NEAT                                             |
| 13650 Perimedes      | 1996 TN49    | 4 tháng 10 năm 1996  | La Silla                | E. W. Elst                                       |
| 13651 -              | 1997 BR      | 20 tháng 1 năm 1997  | Xinglong                | Chương trình tiểu hành tinh Bắc Kinh Schmidt CCD |
| 13652 Elowitz        | 1997 BV8     | 31 tháng 1 năm 1997  | Kitt Peak               | Spacewatch                                       |
| 13653 Priscus        | 1997 CT16    | 9 tháng 2 năm 1997   | Colleverde              | V. S. Casulli                                    |
| 13654 Masuda         | 1997 CV21    | 9 tháng 2 năm 1997   | Chichibu                | N. Sato                                          |
| 13655 -              | 1997 ER2     | 4 tháng 3 năm 1997   | Oizumi                  | T. Kobayashi                                     |
| 13656 -              | 1997 EX45    | 15 tháng 3 năm 1997  | Xinglong                | Chương trình tiểu hành tinh Bắc Kinh Schmidt CCD |
| 13657 Badinter       | 1997 EB54    | 8 tháng 3 năm 1997   | La Silla                | E. W. Elst                                       |
| 13658 Sylvester      | 1997 FB      | 18 tháng 3 năm 1997  | Prescott                | P. G. Comba                                      |
| 13659 -              | 1997 FH4     | 31 tháng 3 năm 1997  | Socorro                 | LINEAR                                           |
| 13660 -              | 1997 GE8     | 2 tháng 4 năm 1997   | Socorro                 | LINEAR                                           |
| 13661 -              | 1997 GH8     | 2 tháng 4 năm 1997   | Socorro                 | LINEAR                                           |
| 13662 -              | 1997 GL11    | 3 tháng 4 năm 1997   | Socorro                 | LINEAR                                           |
| 13663 -              | 1997 GA14    | 3 tháng 4 năm 1997   | Socorro                 | LINEAR                                           |
| 13664 -              | 1997 GE17    | 3 tháng 4 năm 1997   | Socorro                 | LINEAR                                           |
| 13665 -              | 1997 GK17    | 3 tháng 4 năm 1997   | Socorro                 | LINEAR                                           |
| 13666 -              | 1997 GX22    | 6 tháng 4 năm 1997   | Socorro                 | LINEAR                                           |
| 13667 Samthurman     | 1997 GT37    | 5 tháng 4 năm 1997   | Haleakala               | NEAT                                             |
| 13668 Tanner         | 1997 HQ1     | 28 tháng 4 năm 1997  | Kitt Peak               | Spacewatch                                       |
| 13669 -              | 1997 JS14    | 3 tháng 5 năm 1997   | La Silla                | E. W. Elst                                       |
| 13670 -              | 1997 JD15    | 3 tháng 5 năm 1997   | La Silla                | E. W. Elst                                       |
| 13671 -              | 1997 JH18    | 3 tháng 5 năm 1997   | La Silla                | E. W. Elst                                       |
| 13672 Tarski         | 1997 KH      | 30 tháng 5 năm 1997  | Prescott                | P. G. Comba                                      |
| 13673 Urysohn        | 1997 LC      | 1 tháng 6 năm 1997   | Prescott                | P. G. Comba                                      |
| 13674 Bourge         | 1997 MJ2     | 30 tháng 6 năm 1997  | Caussols                | ODAS                                             |
| 13675 -              | 1997 MZ2     | 28 tháng 6 năm 1997  | Socorro                 | LINEAR                                           |
| 13676 -              | 1997 MA4     | 28 tháng 6 năm 1997  | Socorro                 | LINEAR                                           |
| 13677 Alvin          | 1997 NK1     | 2 tháng 7 năm 1997   | Kitt Peak               | Spacewatch                                       |
| 13678 Shimada        | 1997 NE11    | 6 tháng 7 năm 1997   | Nanyo                   | T. Okuni                                         |
| 13679 Shinanogawa    | 1997 OZ1     | 29 tháng 7 năm 1997  | Nanyo                   | T. Okuni                                         |
| 13680 -              | 1997 PY      | 4 tháng 8 năm 1997   | Caussols                | ODAS                                             |
| 13681 Monty Python   | 1997 PY1     | 7 tháng 8 năm 1997   | Kleť                    | M. Tichý, Z. Moravec                             |
| 13682 Pressberger    | 1997 PG3     | 10 tháng 8 năm 1997  | Linz                    | E. Meyer, H. Raab                                |
| 13683 -              | 1997 PV3     | 8 tháng 8 năm 1997   | Xinglong                | Chương trình tiểu hành tinh Bắc Kinh Schmidt CCD |
| 13684 Borbona        | 1997 QQ2     | 27 tháng 8 năm 1997  | Colleverde              | V. S. Casulli                                    |
| 13685 -              | 1997 QG4     | 27 tháng 8 năm 1997  | Nachi-Katsuura          | Y. Shimizu, T. Urata                             |
| 13686 Kongozan       | 1997 QS4     | 30 tháng 8 năm 1997  | Nanyo                   | T. Okuni                                         |
| 13687 -              | 1997 RB7     | 7 tháng 9 năm 1997   | Church Stretton         | S. P. Laurie                                     |
| 13688 Oklahoma       | 1997 RJ7     | 9 tháng 9 năm 1997   | Zeno                    | T. Stafford                                      |
| 13689 Succi          | 1997 RO7     | 9 tháng 9 năm 1997   | Sormano                 | V. Giuliani                                      |
| 13690 Lesleymartin   | 1997 RG9     | 8 tháng 9 năm 1997   | Uccle                   | T. Pauwels                                       |
| 13691 Akie           | 1997 SL16    | 30 tháng 9 năm 1997  | Hadano                  | A. Asami                                         |
| 13692 -              | 1997 SW30    | 27 tháng 9 năm 1997  | Črni Vrh                | H. Mikuž                                         |
| 13693 Bondar         | 1997 TW15    | 4 tháng 10 năm 1997  | Kitt Peak               | Spacewatch                                       |
| 13694 -              | 1997 WW7     | 23 tháng 11 năm 1997 | Chichibu                | N. Sato                                          |
| 13695 -              | 1998 FO52    | 20 tháng 3 năm 1998  | Socorro                 | LINEAR                                           |
| 13696 -              | 1998 HU43    | 20 tháng 4 năm 1998  | Socorro                 | LINEAR                                           |
| 13697 -              | 1998 HJ133   | 19 tháng 4 năm 1998  | Socorro                 | LINEAR                                           |
| 13698 -              | 1998 KF35    | 22 tháng 5 năm 1998  | Socorro                 | LINEAR                                           |
| 13699 Nickthomas     | 1998 MU7     | 18 tháng 6 năm 1998  | Anderson Mesa           | LONEOS                                           |
| 13700 Connors        | 1998 MM36    | 26 tháng 6 năm 1998  | Kitt Peak               | Spacewatch                                       |